# Gongseong-myeon
Gongseong-myeon (koreanska: 공성면) är en socken i den centrala delen av Sydkorea,  170 km sydost om huvudstaden Seoul. Den ligger i kommunen Sangju i provinsen Norra Gyeongsang.